# Michael Bürgel
Michael Bürgel (* 14. Juli 1964 in Wetschen) ist ein deutscher Kommunalpolitiker (SPD) und seit 2021 Bürgermeister der Samtgemeinde Artland.

## Biographie
Bürgel wurde in Wetschen im Landkreis Diepholz geboren und wuchs dort auf.
Er absolvierte eine Berufsfachschule Wirtschaft und eine Ausbildung als Raumausstatter. Er arbeitete als Personalhauptverwalter und Sicherheitsmeister für die Bundeswehr. Danach absolvierte er eine Ausbildung als Verwaltungsfachangestellter und Fortbildungen zum Verwaltungsfachwirt und zum Standesbeamten. Er arbeitete als Sachbearbeiter für die Samtgemeinde Rehden, 2000–2002 für die Westfälische Klinik Schloss Haldem, und 2002–2005 für die Landwirtschaftskammer Niedersachsen und seit 2005 für das Amt für regionale Landesentwicklung und ist dort Ansprechpartner für alle Fördermaßnahmen im Nördlichen Osnabrücker Land.
Michael Bürgel wohnt in Quakenbrück. Er ist evangelisch, verheiratet und hat einen Sohn.

## Fußball
Zwischen 1981 und 2001 spielte Bürgel Fußball für diverse Vereine. In der Regionalliga Nord spielte er 1981/82 für die U19-Mannschaft des SV Arminia Hannover. Weitere Stationen waren der TSV Wetschen, der BSV Rehden und Blau-Weiß Lohne, für die er 1988/89 in der drittklassigen Oberliga Nord spielte. Nach sechs Jahren beim Landesligisten Barnstorfer SV kehrte Bürgel 1996 zum BSV Rehden zurück, für die er in der nun viertklassigen Oberliga Nord spielte. Im Jahr 2000 wechselte Bürgel zur SG Diepholz, wo er seine Laufbahn als Spieler beendete.
Bürgel ist Inhaber der DFB-A-Lizenz für Fußballtrainer. Er trainierte zunächst die SG Diepholz für die er zuvor spielte, bevor er 2002 zu seinem früheren Verein Blau-Weiß Lohne zurückkehrte. Dort trainierte er die U15-, U17- und U19-Mannschaft, welche in der Regionalliga spielte. 2008 wechselte Bürgel zum VfL Osnabrück, deren U14- und U15-Mannschaft er trainierte.
Ab 2012 war Bürgel Trainer von Erwachsenenmannschaften. Er trainierte den Bezirksligisten Viktoria 08 Georgsmarienhütte. 2013 arbeitete er im Leistungszentrum von Arminia Bielefeld und trainierte 2013–2016 Preußen Lengerich, mit denen er aus der Kreisliga in die Landesliga aufstieg. Die folgenden zwei Jahre trainierte er Eintracht Rulle, bis er 2018 zum Bezirksligisten Quakenbrücker SC wechselte. 2021 gab Bürgel seine Tätigkeit als Fußballtrainer zugunsten seines Wahlkampfes auf.

## Politik
Michael Bürgel ist Mitglied der SPD. Er war Beisitzer der SPD-Fraktion im Artländer Samtgemeinderat. Zu den Kommunalwahlen in Niedersachsen 2021 nominierte der Artländer SPD-Samtgemeindeverband Bürgel einstimmig für das Amt des Bürgermeisters der Samtgemeinde Artland. Bürgel sah als seine „vordringlichste Aufgabe“ an, bezahlbaren Wohnraum zu schaffen. Als weitere Ziele für den Fall seiner Wahl nannte er einen schnelleren Breitbandausbau, die Schaffung eines Klimaschutzmanager-Postens, die Stärkung der Wirtschaft zur Sicherung von Arbeits- und Ausbildungsplätzen sowie eine zeitgemäße Verkehrspolitik. Er wurde am 12. September 2021 mit 55,77 % der Stimmen zum Samtgemeindebürgermeister gewählt und trat das Amt am 1. November 2021 an.